# پتر وینن
پتر وینن (هلندی: Peter Winnen؛ زادهٔ ۵ سپتامبر ۱۹۵۷) دوچرخه‌سوار اهل هلند است.